# ヴィルヌーヴ＝レ＝マグローヌ
ヴィルヌーヴ＝レ＝マグローヌ （Villeneuve-lès-Maguelone、オック語:Vilanòva de Magalona）は、フランス、オクシタニー地域圏、エロー県のコミューン。

## 地理

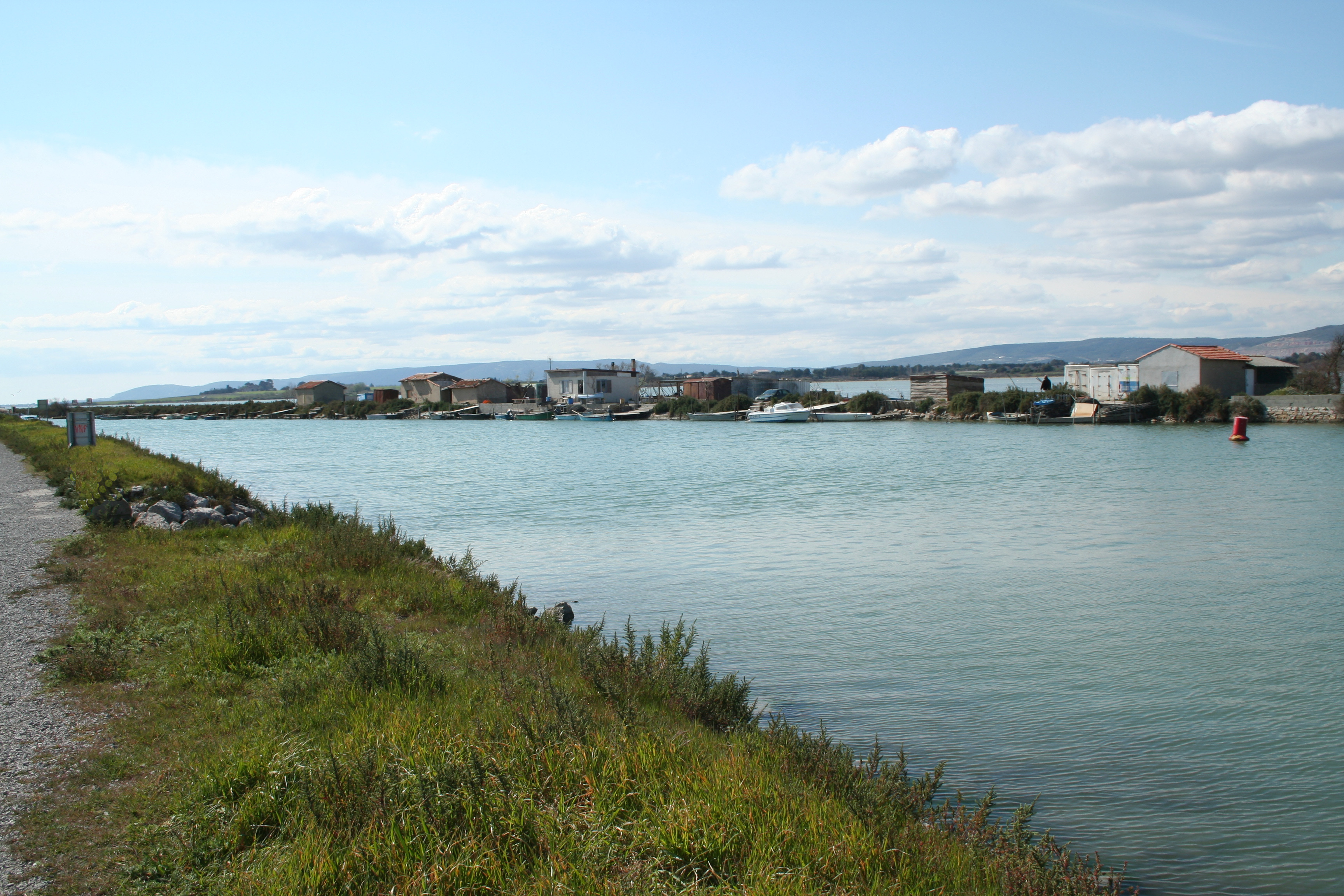
ローヌ・ア・セット運河

ヴィルヌーヴ＝レ＝マグローヌは、端が潟と地中海に面したラ・モソン平野に位置している。まちはモンペリエの旧市街から南西8kmのところにある。まちの地区の中には、ヴィッラで囲まれた中世の村も含まれる。まちとヴィルヌーヴ橋の間は、ポン・ド・ヴィルヌーヴの集落を除いて駅の周囲にまばらに人家がある住宅地である。県道615号線と県道185号線の間のインターチェンジは、ヴィルヌーヴと刑務所があって活気のあるファブレーグをつないでいる。
平野では19世紀からワイン用ブドウ栽培が行われている。その一方で丘とラ・ガルディオール山地の斜面は軍の射撃訓練場および採石場となっている。
ヴィルヌーヴの面積の南東は、隣接するコミューン、パラヴァ＝レ＝フロット、ヴィック＝ラ＝ガルディオールと共有する潟がある。これらの潟はローヌ・ア・セット運河によって2つに分断されている。潟の南は9kmにわたって続く砂丘地と、中世に司教座が置かれたマグローヌ島である。ヴィック潟に近いまちの南西は、塩湖のある湿地帯である。

## 歴史
マグローヌ島は、潟と海の間を守る細長い砂地の上にあったため、中世に繁栄し司教座が置かれていた。現在のまちは同時代に大陸側に築かれている。
1850年、まちは東側の潟と砂浜を、パラヴァ＝レ＝フロットのコミューン創設によって失った。

## 由来

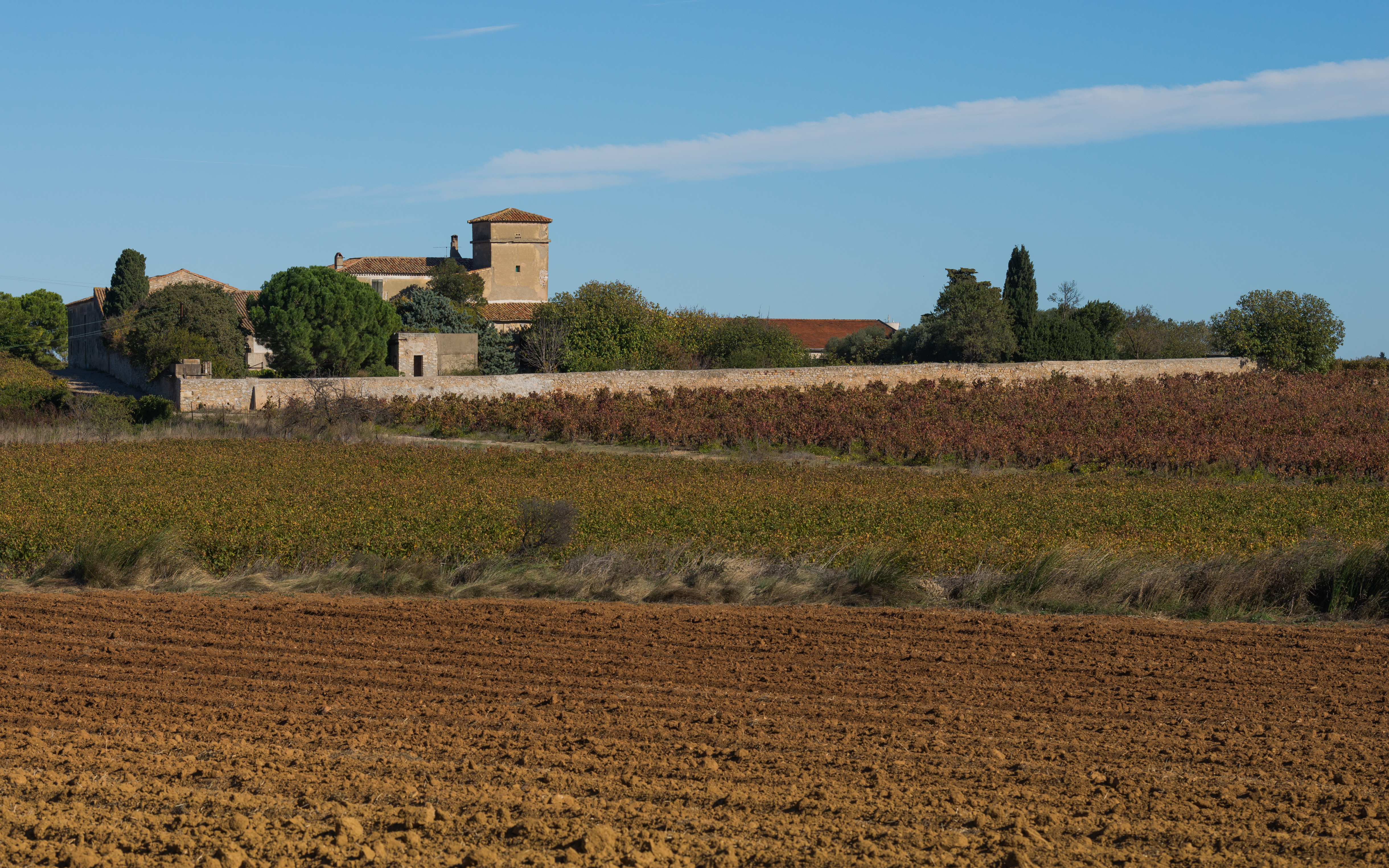

1992年、まちはVilleneuve-lès-MaguelonneからVilleneuve-lès-Magueloneへとつづりを変更した。1816年から1831年のブルボン王政復古期、まちの名はヴィルヌーヴ・アングレーム（Villeneuve-Angoulême）であった。オック語ではVilanòva de Magalonaである。2010年11月、自治体が設置したオック語の看板が、地方言語に反対する組織の苦情を招いた。2011年2月16日、元老院は、地方言語でまちの出入口を示す看板の設置を許可する法案を採決した。オード県選出元老院議員ロラン・クルトーの提案によるものである。2010年12月、行政裁判所は、二言語表記のパネル設置を自治体の意志で決定することについて、違憲とした。2012年6月26日のマルセイユ行政裁判所控訴審では先の判決を取り消し、自治体がVilanòva de Magalonaと看板に表記することを合法とした。

## 人口統計
| 1962年 | 1968年 | 1975年 | 1982年 | 1990年 | 1999年 | 2006年 |
| ------ | ------ | ------ | ------ | ------ | ------ | ------ |
| 1616   | 1797   | 2279   | 3003   | 5081   | 7351   | 8541   |